# Peter März
Peter März (* 23. November 1952 in Erlangen) ist ein deutscher Historiker und ehemaliger Kommunalpolitiker (CSU). Von 2004 bis 2011 leitete er die Bayerische Landeszentrale für politische Bildungsarbeit.

## Leben
Nach dem Abitur 1972 studierte März an der Universität Erlangen-Nürnberg Geschichtswissenschaft, Germanistik sowie Sozialkunde und promovierte im Jahr 1981.
1979 trat er am Gymnasium in Höchstadt an der Aisch eine Stelle als Lehrer an. Von 1978 bis 1984 war er für die CSU Mitglied im Stadtrat von Herzogenaurach und trat dabei insbesondere bei kommunalpolitischen Kulturkämpfen in Erscheinung.
1984 wurde er an das Bayerische Innenministerium abgeordnet und 1988 in die Bayerische Staatskanzlei versetzt. 1997 wurde März stellvertretender Leiter der Bayerischen Landeszentrale für politische Bildungsarbeit, deren Leitung er 2004 übernahm.
In einem Bericht des Bayerischen Obersten Rechnungshofes (ORH) im Jahr 2009 wurden eine Reihe von Vorwürfen zu seiner Amtsführung in der Landeszentrale genannt. Danach ließ März von der Landeszentrale in den Jahren 2004 und 2007 mehrere tausend Bände seiner eigenen Monographie über den Ersten Weltkrieg aufkaufen. Die Landeszentrale habe eine Schwarze Kasse von 65.000 € geführt und Autoren Honorare zwanzig Prozent über dem branchenüblichen Satz geboten. Der CSU-nahe Verlag Druckerei und Verlag Ernst Vögel habe Aufträge im Gesamtvolumen von 1,1 Millionen Euro erhalten. Gegen die Regeln zur Vergabe öffentlicher Aufträge sei massiv verstoßen worden, die Landeszentrale hätte diese Leistungen teilweise um bis zu 30 Prozent günstiger erhalten können. Bei Studienfahrten seien Trinkgelder von bis zu 1.000 € gegeben worden.
Der Kultusminister Ludwig Spaenle habe nach eigener Aussage dem ORH-Bericht im Jahr 2009 keine strafrechtliche Bedeutung zugemessen und hat erst 2011 auf Druck der parlamentarischen Opposition den Bericht offengelegt. Gegen März wurden dienst-  und strafrechtliche Ermittlungen eingeleitet, er wurde zudem von der Leitung der Landeszentrale entbunden.
Am 17. Juli 2012 hat das Ministerium den parlamentarischen Beirat der Landeszentrale über den Abschluss des Straf- und Disziplinarverfahrens informiert. Strafbares Verhalten lag nicht vor, eine disziplinarische Maßnahme sei nicht getroffen worden. Vor diesem Hintergrund sei März rehabilitiert. März sollte nach dem Willen des Ministers wieder die Leitung der Landeszentrale übernehmen. Das Disziplinarverfahren war wegen „noch geringer Schuld“ von der Landesanwaltschaft gegen Zahlung eines Geldbetrags an eine gemeinnützige Einrichtung eingestellt worden. Nach heftigem Widerstand aus den Reihen des parlamentarischen Beirats bat März jedoch um Übertragung anderer Aufgaben. Er leitete dann bis zu seiner Pensionierung als Ministerialrat im Kultusministerium das Referat III.8 (Grundsatzfragen bayerischer und deutscher Geschichte sowie Geschichte und politische Bildung im Unterricht). Diese Stelle war für ihn geschaffen worden und besteht heute nicht mehr.
März war bis Dezember 2020 berufenes Mitglied der Deutschen Akademie für Fußball-Kultur und saß von 2006 bis 2010 in der Jury für den Lernanstoß – der Fußball-Bildungspreis des Deutschen Fußball-Kulturpreises.

## Veröffentlichungen (Auswahl)
- Die Bundesrepublik zwischen Westintegration und Stalin-Noten. Zur deutschlandpolitischen Diskussion 1952 in der Bundesrepublik vor dem Hintergrund der westlichen und der sowjetischen Deutschlandpolitik.  Lang, Frankfurt am Main/Bern 1982, ISBN 3-8204-7018-2 (zugleich Dissertation A, 1981, Philosophische Fakultät I, Universität Erlangen-Nürnberg).
- An der Spitze der Macht. Kanzlerschaften und Wettbewerber in Deutschland. Günter Olzog Verlag, München 2002, ISBN 3-7892-8085-2.
- Der Erste Weltkrieg. Verlag Ernst Vögel, Stamsried 2004, ISBN 3-89650-193-3.
- Die Deutsche Frage im Geschichtsunterricht der Sekundarstufe I. München 1982, ISBN 3-7863-0901-9.
- Von der Reichsgründung zur deutschen Einheit. Entwicklungslinien und Strukturen. (= Sonderdruck der Bayerischen Landeszentrale für politische Bildungsarbeit). München 1999.
- Dokumente zu Deutschland 1944-1994. München 2000, ISBN 3-7892-9327-X.
- Zum Bildungswesen in Bayern. Stichwort: Politische Bildung, CD-ROM. Carl-Link-Verlag, Kronach 2001.
- Mythen, Bilder, Fakten: Auf der Suche nach der deutschen Vergangenheit, Günter Olzog Verlag, München 2010, ISBN 978-3-7892-8322-2.
- als Redaktor für den Herausgeber LPB: Uwe Backes, Imanuel Geist, Eckhard Jesse, Patrick Moreau und Armin Pfahl-Traugher, Politischer Extremismus in Deutschland und Europa. Zur Diskussion gestellt. München 1993.
- als Herausgeber zusammen mit Hans-Joachim Veen und Franz-Josef Schlichting: Die Folgen der Revolution – 20 Jahre nach dem Kommunismus. 8. Internationales Symposium der Stiftung Ettersberg, mit Beiträgen von Eckhard Jesse, Hans-Joachim Veen u. a., ISBN 978-3-412-20597-3.
- als Herausgeber zusammen mit Hans-Joachim Veen und Ulrich Mählert: Wechselwirkungen Ost-West: Dissidenz, Opposition und Zivilgesellschaft 1975-1989. Mit Beiträgen von Hubertus Knabe, Bernd Faulenbach u. a. Köln 2007, ISBN 978-3-412-23306-8.

Daneben zahlreiche Aufsätze und Beiträge in wissenschaftlichen Publikationen, z. B.
- Klaus Schönhoven: Wendejahre, Rezensionsessay in Jahrbuch Extremismus & Demokratie, herausgegeben von Uwe Backes und Eckhard Jesse, Chemnitz 2005.